# Pentamera beebei
Pentamera beebei is een zeekomkommer uit de familie Phyllophoridae.
De wetenschappelijke naam van de soort werd in 1938 gepubliceerd door Elisabeth Deichmann.